# Alain
Alain je moško osebno ime.

## Izvor imena
Ime Alain je različica moškega osebnega imena Alen.

## Pogostost imena
Po podatkih Statističnega urada Republike Slovenije je bilo na dan 31. decembra 2007 v Sloveniji število moških oseb z imenom Alain: 36.

## Osebni praznik
Osebe z imenom Alain lahko godujejo takrat kot osebe z imenom Alen.